# مارلت (میشیگان)
مارلت، میشیگان (به انگلیسی: Marlette, Michigan) یک شهر در ایالات متحده آمریکا با جمعیت ۱٬۸۷۵ نفر است که در میشیگان واقع شده‌است.

## موقعیت جغرافیایی
موقعیت جغرافیایی شهرها و مناطق اطراف به شرح زیر است: